# Класификација
Класификација (систематизација) је процес организовања информација у категорије или класе тако да се подаци могу јасније анализирати или разумети. Класификација помаже планирање потребе потенцијалних корисника према узрасту, полу, економском стању, историји менталног здравља и сл.
Реч класификација је латинског порекла и значи распоредити, направити групе.
У ширем смислу речи, класификација значи разврставање појмова, предмета, назива и имена у административном пословању према њиховим општим карактеристикама - подкласама, врстама, групама..
Класификација значи системски и смишљено распоредити документацију на мање групе по сличности, на начин који ће бити најсигурнији и најпогоднији за њено чување, за најлакше и најбрже проналажење и враћање на место.

## Историја
Још од најранијих времена људи су тежили да класификују и систематизују живи свет који их окружује.Данас биљке и животиње класификују и одређују таксономи, то јест биолози који проучавају сродничке везе живих бића, при чему се међусобно групишу биљке или животиње које показују већи степен сродности.Данашња начела класификације утемељио је пре 200 година знаменити шведски научник Карл фон Лине.

### Линеов систем класификације
Основу сваке групе индивидуе које се све међусобно разликују, као што се и ми разликујемо од људи који нас окружују.Али неке јединке међусобно су веома сличне и оне припадају истој врсти (species), што значи да могу међусобно да се паре и да стварају здраво потомство.Више сличних врста припада истом роду (genus или у множини genera).Врсте истог рода, иако могу бити веома сличне, међусобно не могу да се укрштају.Слични родови груписани су у фамилије (familia) које садрже уочљиво сличне родове и врсте; на пример, све мачке припадају једној фамилији, а сви пси другој.
Фамилије се групишу у редове (ordo).И пси и мачке спадају у ред зверова, заједно са медведима и ласицама.Сви сисари припадају једној класи, а сви гмизавци другој.Све класе заједно чине раздео (phylum).Раздео обухвата животиње са неким основним сличностима, које се углавном базирају на посебности у грађи.Раздели се даље групишу у царства.Целокупни живи свет наше планете сврстан је у пет царстава: биљке, животиње, гљиве, једноћелијски организми (протисти) и бактерије и модрозелене алге (прокариотски организми).
Понекад се при класификацији користе и неке међугрупе, као што су подраздео (subphylum), или суперфамилија, али и ове групе задржавају основне Линеове одреднице.

## Пример класификације
Царствоː Animalia, укључује све животиње.
Раздеоː Хордати, све животиње које имају унутрашњи скелет, од најпростијих морских туниката до људи.
Подраздеоː Кичмењаци, све животиње са кичмом.
Класаː Сисари, све животиње које имају длаку и хране младунце млеком.
Редː Копитари, све животиње које имају непаран број копитастих прстијуː коњи,носорози и многе изумрле животиње.
Фамилијаː Фамилија коња, све животиње сродне коњу од пре 60 милиона година до данас.
Родː Род коња обухвата животиње са једним прстом (копито) које су живеле од пре 5 милиона година до данас.Данашњи представници су коњи, магарци и зебре.

Врстаː Домаћи коњ.Обухвата све расе коња од понија до тешких и јаких штајерских коња.